# Esqui

Uma pessoa esquiando

O esqui ou ski é um meio de transporte, uma atividade recreativa ou um desporto competitivo de Inverno em que os participantes deslizam na neve usando esquis.
O material esportivo é usado em par. Os esquis são cada uma das pranchas ou patins para facilitar o deslizamento sobre a neve ou a água. Originalmente era em madeira, mas hoje em dia são feitos em material sintético. Por extensão, os esportes que utilizam tal equipamento são também chamados de esqui. Embora esteja mais relacionado a desportos de inverno (esqui alpino, esqui de fundo, esqui nórdico, esqui cross-country, esqui alpinismo), há também o esqui aquático.
Na prática esportiva na neve, normalmente utilizam-se dois esquis (um preso a cada pé), com dois bastões (um para cada mão). O controle dos esquis é feito pela utilização de botas de esqui que são presas a eles por fixações que se soltam apenas em caso de impacto. Um capacete é por vezes utilizado para proteção contra impactos com a neve, com outros esquiadores, com obstáculos e até mesmo para melhorar a aerodinâmica.

## Em Portugal
O Skiparque, localizado em Sameiro (Manteigas), é a única pista de ski artificial a funcionar em Portugal.